# 841 Arabella
841 Arabella, asteroid glavnog pojasa. Otkrio ga je Max Wolf, 1. listopada 1916.

## Vanjske poveznice
- Minor Planet Center